# Un pas de trop
Un pas de trop (Who Pays the Piper?) est un roman policier écrit par l'écrivain britannique Patricia Wentworth en 1940. Il est paru en France aux éditions 10/18 le 7 juillet 2005 dans la collection Grands détectives.
Il a été traduit de l'anglais par Pascale Haas.

## Résumé
Nouvelle enquête pour le perspicace duo formé par l'inspecteur Lamb et le détective Abbott.